# 贵医站
贵医站是贵阳轨道交通3号线的地铁车站，位于中华人民共和国贵州省贵阳市云岩区北京路贵州医科大学前，于2023年12月16日开通。

## 车站结构
贵医站沿北京路东西向设置，为地下二层岛式站台车站，车站长222.1米，宽19.2米，车站地下一层为站厅层，地下二层为站台层。
| 地面              | 出入口 | A、B出入口 |
| 地下二层          | 站厅   | 客服中心、自动售票机、验票机                                                                                        |
| 地下二层          | 站台   | \| \| \| █ 3号线往桐木岭（省委党校）（北京路） \| \| 島式 · 開左邊车门 \| \| \| \| \| \| █ 3号线往洛湾（大营坡） \| |
|                   |        | █ 3号线往桐木岭（省委党校）（北京路）                                                                               |
| 島式 · 開左邊车门 |        | |
|                   |        | █ 3号线往洛湾（大营坡）                                                                                             |

## 车站出口
贵医站共有3个出入口，各出口及周围设施如下所示：
| 编号                | 出入口信息                                                                   | 照片 | 无障碍设施 |
| ------------------- | ---------------------------------------------------------------------------- | ---- | ---------- |
| A · 出口            | 北京路，贵州医科大学附属医院，贵阳市实验小学贵乌分校                         |      | 不適用     |
| B · 出口 · （设有） | 北京路，新添大道南段，贵乌中路，贵阳市第五人民医院，贵州日报社，贵州医科大学 |      |            |
| C · 出口 · （设有） | 北京路，盐务街，贵州省政协                                                   |      |            |
| 图例： 设有         |                                                                              |      |            |

## 接驳交通

### 公交车
- 贵州医科大学：4路，7路，12路，18路，25路，33路，51路，56路，101路，248路，S248路，271路，273路，314路，甜蜜社区一线A线，甜蜜社区一线B线

## 车站历史
本站工程名与正式名均为贵医站，站名来自车站附近的贵州医科大学。
- 2019年10月15日，车站1号竖井开挖[5]。
- 2023年12月16日，车站随3号线一期工程通车开通[2]。